# Karl Otto Koch
Karl Otto Koch (Darmstadt, 2 agosto 1897 – Buchenwald, 5 aprile 1945) è stato un militare tedesco, comandante dei campi di concentramento di Columbia-Haus, Lichtenburg, Esterwegen e Sachsenburg; e in seguito comandante del campo di concentramento di Buchenwald dal 1937 al 1941 e del campo di concentramento di Majdanek dal 1941 al 1942.
Sua moglie, Ilse Koch, sposata nel 1936, era meglio conosciuta come "La cagna di Buchenwald" ("Die Buchenwälder Hündin").
In seguito ad un rapporto interno alle SS, Koch venne arrestato dalla Gestapo nell'agosto del 1944 con le accuse di falso, corruzione e omicidio. Processato da un tribunale supremo del Partito nazista, venne riconosciuto colpevole e condannato a morte mediante fucilazione, mentre la moglie venne prosciolta. Koch venne fucilato a Buchenwald il 5 aprile 1945, una settimana prima che gli statunitensi giungessero a liberare il campo.
Ilse Koch sua moglie venne processata dopo la guerra e condannata al carcere a vita. Si impiccò nella sua cella nel 1967.

## Biografia
Koch nacque a Darmstadt, Granducato d'Assia, il 2 agosto 1897. Il padre lavorava in un ufficio locale di registrazione e morì quando Karl aveva solo otto anni. Dopo aver completato la scuola elementare nel 1912, frequentò il liceo e portò a termine un apprendistato commerciale.
Nel 1916, si arruolò volontario nell'esercito per combattere sul fronte occidentale nella prima guerra mondiale. Venne fatto prigioniero dagli inglesi, e trascorse il resto della guerra in un campo di prigionia. Fece ritorno in Germania nel 1919. Come soldato, si comportò con onore e ricevette la Croce di Ferro di Seconda Classe, il Distintivo da osservatore, e il Distintivo per feriti. Nel dopoguerra, Koch lavorò nel commercio e nel ramo delle assicurazioni, prima di restare disoccupato nel 1932. Nel 1931 si iscrisse al Partito Nazista ed entrò a far parte delle Schutzstaffel (SS).

### Carriera nelle SS
Koch servì in vari reggimenti delle SS. Nel 1934 fu promosso a comandante del campo di concentramento di Sachsenburg. Per breve tempo operò anche come comandante dei campi di Esterwegen, Lichtenburg, ed aiutante presso il campo di Dachau. Il 13 giugno 1935 divenne comandante del campo di Columbia-Haus nel quartiere Tempelhof a Berlino. Nell'aprile 1936 fu assegnato a Esterwegen. Quattro mesi dopo venne trasferito al campo di concentramento di Sachsenhausen. In pochi anni, arrivò al grado di SS-Standartenführer (Colonnello) (settembre 1937).
Il 1º agosto 1937, gli venne affidata la gestione e comando del nuovo campo di concentramento di Buchenwald. Rimase a Buchenwald fino al settembre 1941, quando venne trasferito a Majdanek. Il trasferimento avvenne principalmente a causa di un'indagine sul suo operato circa l'appropriazione indebita di beni dei detenuti a Buchenwald, con in aggiunta accuse di corruzione, frode, appropriazione indebita, ubriachezza, molestie sessuali ed omicidio. Koch comandò il campo di Majdanek per un anno soltanto; venne sospeso dall'incarico dopo la fuga di 86 prigionieri di guerra sovietici dal campo nell'agosto 1942. Accusato di negligenza criminale, egli fu trasferito a Berlino, dove gli venne assegnato un incarico di minore importanza.

### Accuse di corruzione, processo e morte
L'operato di Koch a Buchenwald in qualità di comandante del campo destò l'attenzione dell'Obergruppenführer Josias di Waldeck e Pyrmont, nel 1941. Scorrendo la lista dei morti di Buchenwald, Josias aveva fatto una croce accanto al nome del dottor Walter Krämer, del quale si ricordava poiché era stato suo paziente in passato. Josias investigò il caso e scoprì come Koch avesse ordinato l'uccisione di Krämer e Karl Peixof, altro aiutante all'ospedale del campo, come "prigionieri politici", perché lo avevano curato dalla sifilide ed egli temeva che potessero diffondere la voce.
All'epoca, Koch era stato trasferito a Majdanek in Polonia, ma la moglie, Ilse, viveva ancora nella casa del comandante a Buchenwald. Josias ordinò un'inchiesta del campo su vasta scala al dottor Georg Konrad Morgen, un ufficiale delle SS che da borghese era un magistrato. Nel corso dell'indagine, emersero molte altre prove a carico di Koch, comprese accuse di appropriazione indebita dei beni dei prigionieri, e la loro uccisione indiscriminata.
Koch venne processato da un tribunale nazista e condannato a morte per aver gettato discredito e disonore sul corpo delle SS e su se stesso. Venne fucilato il 5 aprile 1945 a Buchenwald, campo di concentramento del quale era stato comandante in capo, una settimana prima che lo stesso venisse liberato dagli Alleati.